# 許錟
許 錟（ホ・ダム、1929年3月6日 - 1991年5月11日）は、朝鮮民主主義人民共和国（北朝鮮）の政治家。第4代外務大臣や副首相などを歴任。許淡とも表記する。朝鮮対外文化連絡協会委員長の金貞淑は妻。

## 経歴
日本統治時代に咸鏡北道で生まれる。金日成総合大学卒業、モスクワ大学へ留学。
朝鮮労働党入党後、1955年8月から朝鮮労働党中央委員会に勤務。1962年1月に外務次官に就任。その後、第一外務次官に昇格。1970年7月11日、外務相（大臣）に就任し、同年11月の第5回党大会で党中央委員に選出される。1972年、最高人民会議代議員に選出される。同年12月、憲法改正による国家機構の改編が行われて内閣が政務院に改組されると、許は引き続き政務院外交部長（外務大臣）に就任した。1973年2月26日、政務院副総理を兼任。
1980年10月の第6回党大会で政治局員候補となる。1983年11月、党政治局員に昇格し、書記を兼務。同年12月28日、政務院副総理兼外交部長を辞任。1984年1月、祖国平和統一委員会委員長に就任。1989年11月、最高人民会議外交委員長に就任。
1991年5月11日、死去。 1991年5月14日、国葬が行われた。